# مقاطعة صحنة
مقاطعة صحنة‌ (بالفارسية: صحنه ][كردية سەحنە ](کرمانشاه)) هي إحدى مقاطعات محافظة كرمانشاه في إيران. كان عدد سكان المقاطعة سنة 2006 حوالي 75,827 نسمة.